# Enclume (outil)
Pour les articles homonymes, voir Enclume.

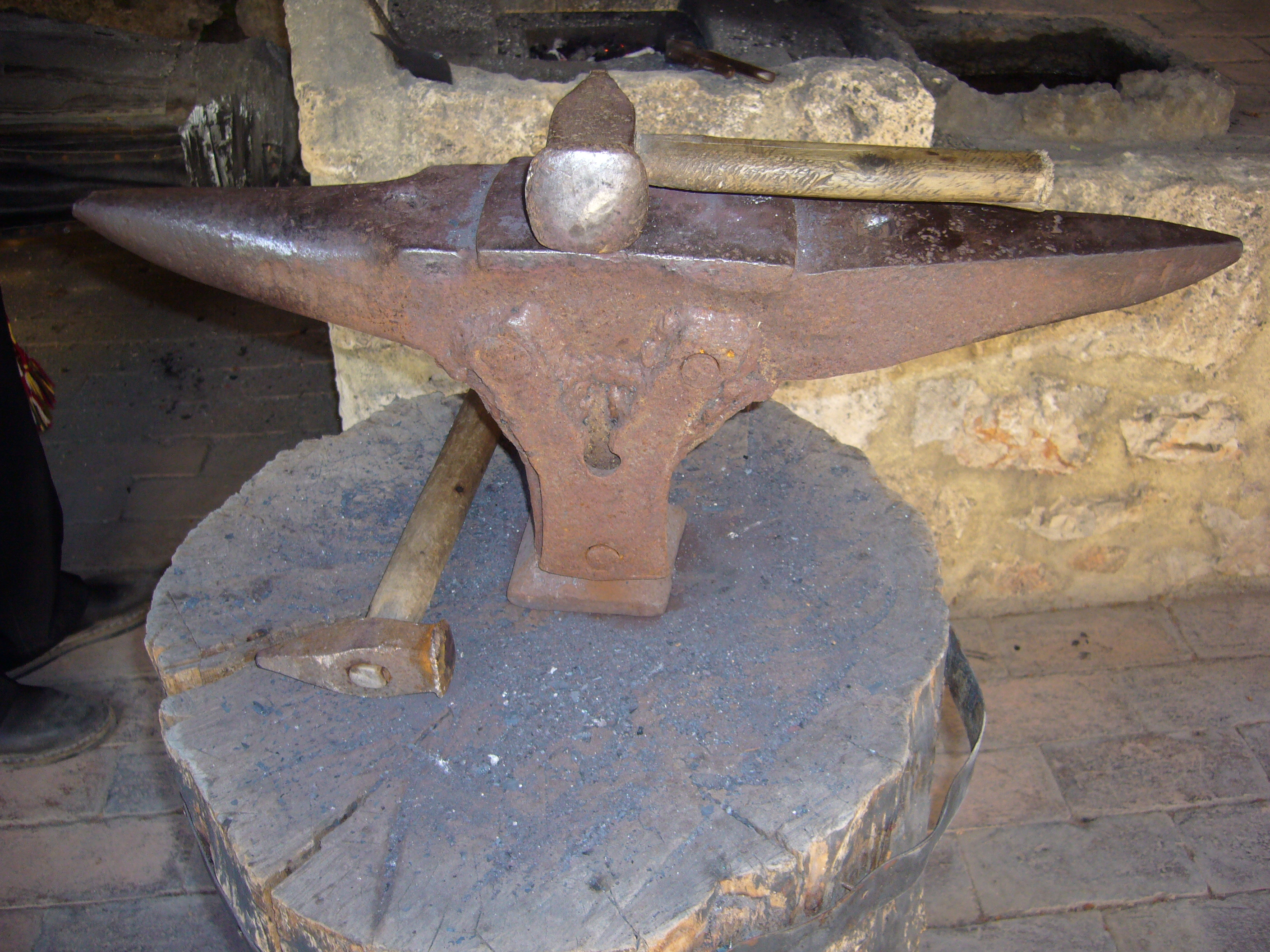
Une enclume montée sur un billot.

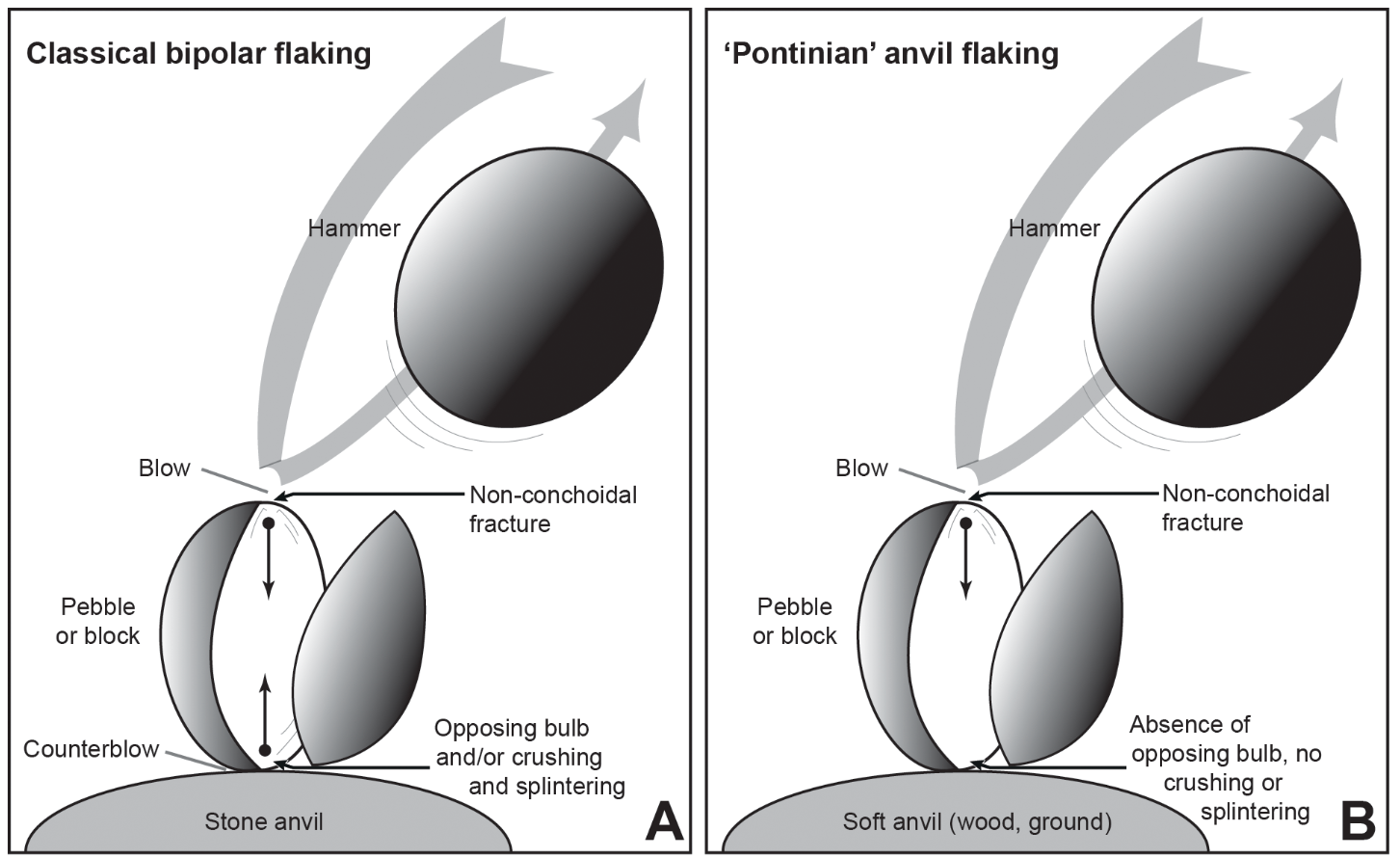
Différences entre le débitage bipolaire classique (A) et le débitage sur enclume pontinien (B).

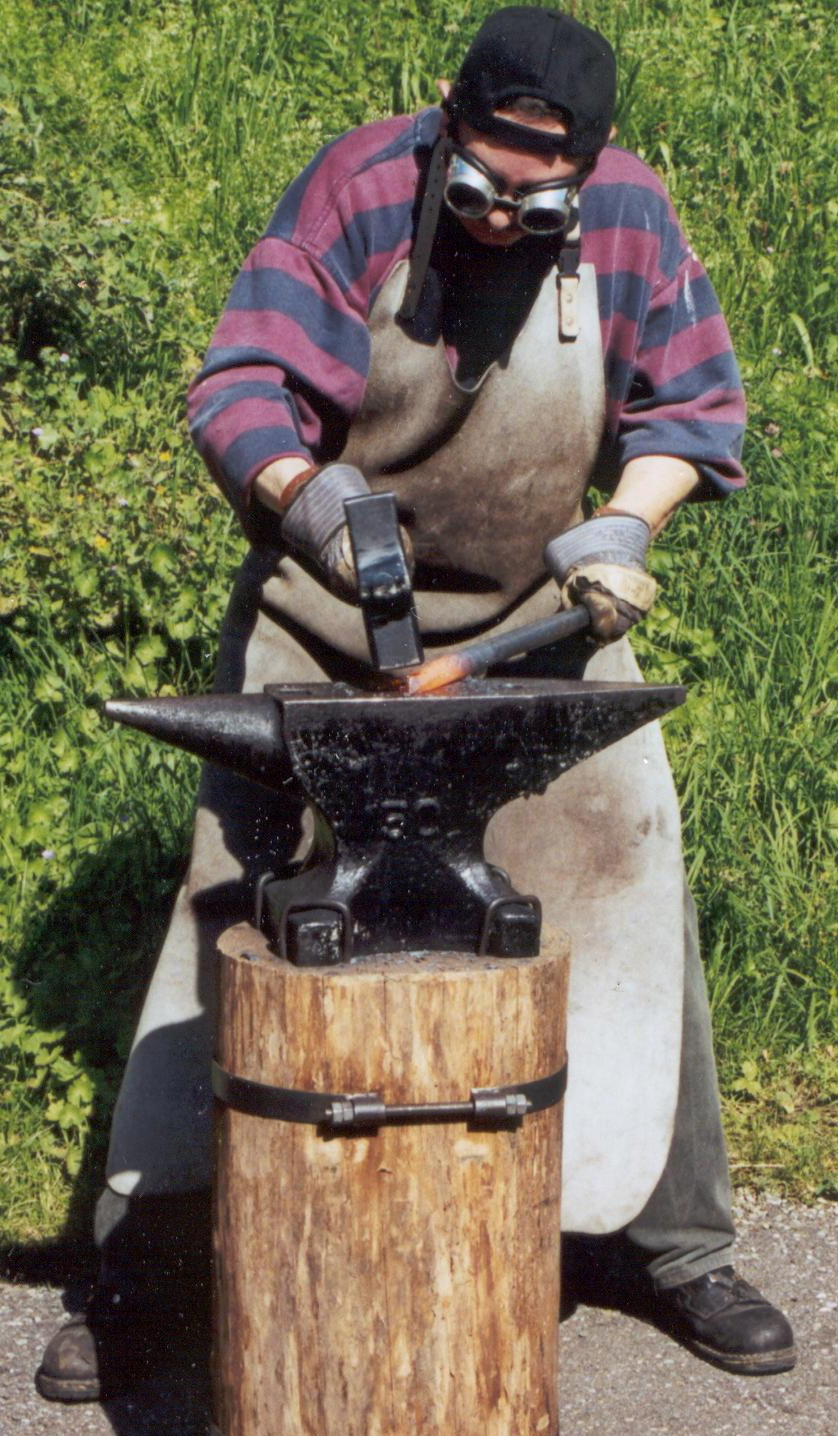
Une enclume utilisée par un forgeron.

Une enclume est un outil servant à forger les métaux. C'est une pièce de taille variable allant, selon les métiers, de quelques dizaines de grammes (horloger/bijoutiers) jusqu'à plus de 400 kg (forgerons), en acier avec une surface plane appelée la table, généralement cémentée, parfois munie de perforations généralement verticales, circulaires ou carrées pour certains accessoires de travail ou usages adaptés à un emploi déterminé.
Par analogie avec cette masse de fer aciéré, une enclume en technologie lithique est un percuteur immobile ou dormant (bloc de roche posé sur le sol ou tenu à la main, bois, sol) utilisé comme support dans un processus de taille d'un galet, d'un bloc ou d'un éclat (débitage, façonnage ou retouche) par un percuteur mobile en matière dure (silex, quartzite, grès) ou molle (bois végétal, bois animal, ivoire).
Les grosses enclumes sont généralement installées sur une base en bois (donc, un « solide » tronc d'arbre), le billot, ou « chabotte », renforcé quelquefois de cerclages métalliques pour supporter les chocs, et qui réduit la vibration en en absorbant une partie. Elles peuvent être assujetties au bloc de support par une troisième « pointe » pénétrant verticalement dans le bois, comme probablement pour l'enclume ancienne visible sur la première photo. Sur la seconde photo, l'enclume plus moderne disposant d'une base rectangulaire importante se maintient par son propre poids mais parfois on lui ajoute des fixations vissées au support pour éviter qu'elle se renverse.
Suivant les usages et les métiers, sa forme diffère sensiblement. Elle se termine généralement par une ou deux pointes, appelées bigornes, servant à former l'objet en cours de création. Ainsi, l'une de ces bigornes adopte une forme conique (la bigorne « ronde »), tandis que l'autre présente une forme pyramidale (la bigorne « carrée »).
Certaines formes d'enclumes ont gardé le nom du métier pour lequel elles ont été conçues. Par exemple, les enclumes munies d'une seule bigorne (ronde) proéminente et opposée à une extrémité carrée, le « cul » de l'enclume, sont nommées « maréchales », car originellement conçues pour le façonnage des fers à chevaux par les maréchaux-ferrants.
La fabrication et finition des enclumes anciennes nécessitait un savoir-faire soigneusement  transmis par leurs fabricants. Leurs qualités sont recherchées car elles sont actuellement difficiles à reproduire dans la manufacture industrialisée des enclumes modernes sur le plan de la qualité. Une bonne enclume produit un son généralement cristallin ou aigu qui la distingue des enclumes mal ou non trempées par exemple, ou produites avec un mélange fondu d'aciers parfois inadéquat.
Les enclumes anciennes forgées étaient fabriquées selon un procédé de soudure au feu de plusieurs éléments distincts, afin de former une masse compacte, tandis que la majorité des enclumes modernes sont pourvues d'une table et de la partie supérieure des bigornes en acier trempé, alors que le « corps » (base et flancs) est réalisé en acier moulé.
Les procédés de fabrication par forgeage des enclumes « à l'ancienne » ont commencé à décliner au milieu du XIXe siècle, et ont été par la suite modernisés sous forme de coulée d'acier fondu de qualité supérieure dans des moules de sable préalablement réalisés au moyen de gabarits, ou formes.
Sur de nombreuses enclumes, un flanc est généralement porteur d'inscriptions réalisées autrefois à chaud par des burins, puis par des poinçons, qui sont au nombre de quatre: le nom du fabricant (en haut), le numéro de série individuel de l'enclume (à gauche), le poids (à droite), et sa date de fabrication (en bas).
Les enclumes réalisées en acier fondu étaient fabriquées dans des forges (usines) et aciéries concentrées pour la plupart, en France, dans la Loire, les Ardennes et au Creusot. Les noms de fabricants les plus fréquents sont AFY (Aciéries et Forges de Firminy), Claudinon (au Chambon-Feugerolles), Aubry, Sambre et Meuse, Hulot Harmel à Sedan et Donchery...
Une enclume de qualité ne doit pas se laisser marquer par les coups successifs de marteaux et ne doit pas se briser facilement aux bigornes si elles sont allongées, ce qui peut arriver si l'alliage employé pour sa fabrication est trop cassant.
Avec le marteau, l'enclume représente souvent une forge sur les médailles et les monnaies.

## Utilisations
L'enclume permet le travail, souvent à chaud, de pièces métalliques, le but étant de leur faire prendre forme. Elle permet d'utiliser différentes techniques : étirer, planer avec des marteaux, courber en utilisant les pointes, trancher ou poinçonner, souder par rapprochement, etc. La tenue des pièces à travailler se fait à l'aide de tenailles. Certaines enclumes  ont en outre des perforations spéciales, adaptées parfois à l'emploi d'accessoires qui s'y adaptent pour un travail déterminé, perforations de forme carrée pour maintenir ces accessoires, ou outils d'enclume, tels que tranchet pour couper le métal à chaud, dégorgeoir pour créer des gorges, contre-étampe pour étamper (rétreindre) le métal à chaud..., et de forme ronde pour faire ressortir les poinçons lors des opérations de perçage à chaud, et éviter que ceux-ci n'entrent en contact avec la table.
Les cordonniers utilisent aussi une enclume. Elle sert de support stable à la forme adaptée, pour façonner, clouer ou coller les éléments de chaussures ensemble. Certains modèles sont hauts avec une base depuis le sol, présentent deux ou trois formes de pointes correspondant aux dimensions du  soulier ou talon à travailler. Le cordonnier s'assied devant cette enclume dont les pointes lui arrivent à hauteur de ceinture. D'autres enclumes plus petites  se placent directement sur une table de travail et généralement ont une forme avec trois pointes formant entre elles des angles droits permettant une bonne stabilité, chacune pouvant se positionner selon le travail à effectuer.

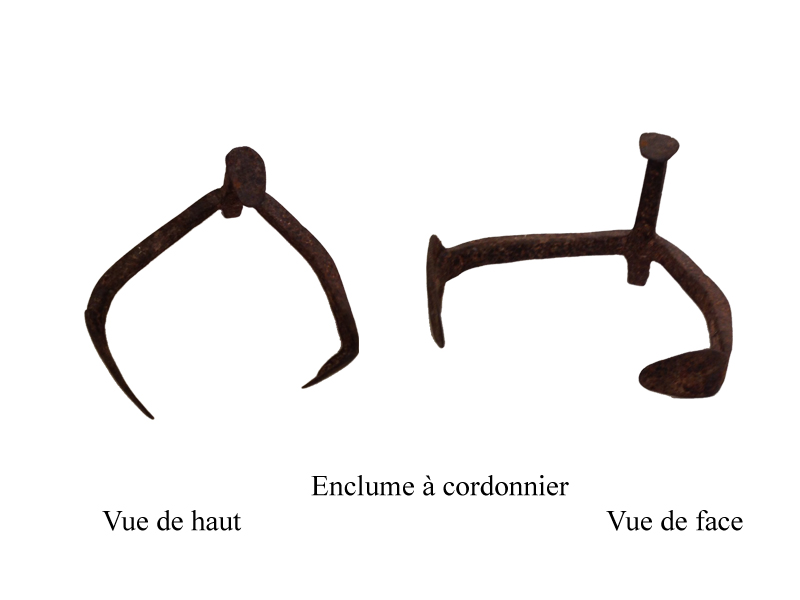
Enclume à cordonnier.

Les travaux des champs, réalisés manuellement, nécessitent également l'utilisation d'une enclume portative et de petit format appelée "enclumette de faucheur". Cet outil permet d'entretenir la faux.
L'enclume est occasionnellement utilisée comme instrument de percussion en musique, comme dans :
- Il trovatore, de Giuseppe Verdi ;
- Der Ring des Nibelungen, de Richard Wagner : Das Rheingold scène 3 (18 enclumes) et Siegfried, acte 1 ;
- Maxwell's Silver Hammer, des Beatles ;
- la bande originale de Le Seigneur des anneaux, de Howard Shore ;
- la bande originale de Les Dents de la Mer, de John Williams.

## Expressions linguistiques
« Être entre le marteau et l'enclume » : être coincé entre deux parties en conflit.
Enclume est aussi une insulte. Elle désigne une personne supposée particulièrement lente intellectuellement, qui se comporte comme un boulet au pied d'un prisonnier, avec une autre personne. Elle désigne aussi une personne qui ne sait pas ou mal nager (une enclume coule).
Pour les cyclistes, une enclume est une automobile.
Pour un motard, une enclume désigne une moto très lourde — plus de 250 kg à vide — et difficile à emmener, voire dangereuse pour un débutant.
Un collectionneur d'enclume est un incudinophile.